# 유우 (조선)
류우(柳藕, 1473년 ~ 1537년)는 조선 중기의 학자다. 호(號)는 서봉(西峰)이며, 본관은 진주(晉州)이다. 김굉필(金宏弼)의 제자이다.
서화 · 천문 · 음률 · 복서에 능하였으며, 의학을 연구하였고, 《주역(周易)》에 통달하였다.
1504년 갑자사화 때 김굉필이 죽음을 당한 뒤, 벼슬길에 나가지 않고 후진을 양성했다.
제자로는 성제원 등이 있다.

## 전기 자료
- 성제원, 《동주일고》 권 중, 서봉 류 선생 묘갈명